# Спірідонов Володимир Михайлович
Володимир Михайлович Спірідонов (нар. 26 березня 1941, Російська РФСР) — радянсько-український футболіст та тренер російського походження, виступав на позиції півзахисника.

## Кар'єра гравця
Вихованець душанбинської ДЮСШ. Футбольну кар'єру розпочав в «Енергетику» (Душанбе). Потім виступав у клубі «Памір» (Ленінабад). У 1968 році перейшов до «Зауральця» (Курган), прот вже наступного року опинився в уланудинській «Селензі». Потім виступав у кургантюбинському «Пахторі», у футболці якого завершив кар'єру гравця.

## Кар'єра тренера
Кар'єру тренера розпочав ще будучи гравцем. У клубі «Пахтор» (Курган-Тюбе) був граючим тренером. Потім тренував луганський «Колос», збірну селян УРСР та київське СКА. На початку 1987 року призначений головним тренером кіровоградської «Зірки», якою керував до червня 1987 року. З січня по травень 1990 року тренував «Таврію» (Новотроїцьке). Потім очолював каховський «Меліоратор». З 12 вересня 1992 року по 22 вересня 1993 рік очолив «Сіріус» (Жовті Води). Після цього тренував аматорський клуб «Аверс» (Бахмач). З серпня 1994 по квітень 1996 року працював головним тренером нижчолігових клубів «Керамік» (Баранівка) та «Нива-Космос» (Миронівка). З липня по вересень 1998 року знову очолював бахмацький «Аверс»

## Досягнення

### Як тренера
«Сіріус» (Жовті Води)
- Аматорський чемпіонат України
  -  Чемпіон (1): 1993 (група 4)